# Warg
Warg (l.m. wargowie) – istota fantastyczna przypominająca wilka, lecz większa, bardziej drapieżna i inteligentniejsza, a czasem obdarzona świadomością.
Słowa „warg” (vargr) używano w języku staronordyjskim jako eufemizmu dla „wilk” (ulfr), we współczesnym języku szwedzkim oznacza ono wilka. W języku staroangielskim słowo „warg” oznaczało „duży wilk”. W mitologii nordyckiej wargami nazywano demoniczne wilki: Fenrira, Skölla i Hatiego.
Motyw wargów wykorzystała literatura fantasy. Spopularyzował je zwłaszcza J.R.R. Tolkien w swych książkach o Śródziemiu (powieści Władca Pierścieni, Hobbit) oraz adaptacje filmowe jego utworów.
Istoty te występują także w grach RPG, m.in. w Dungeons & Dragons, Gothic, World of Warcraft, Ragnarok Online. W świecie fantasy wargowie służą czasem jako wierzchowce orkom lub innym stworom humanoidalnym.
W cyklu Pieśń lodu i ognia George’a R.R. Martina wargami są nazywani ludzie mogący przenosić swoją świadomość do umysłu wilka i kontrolować jego ciało – część zmiennoskórych. W adaptacji określenie to jest używane zamiast określenia zmiennoskóry.